# Comedia muda

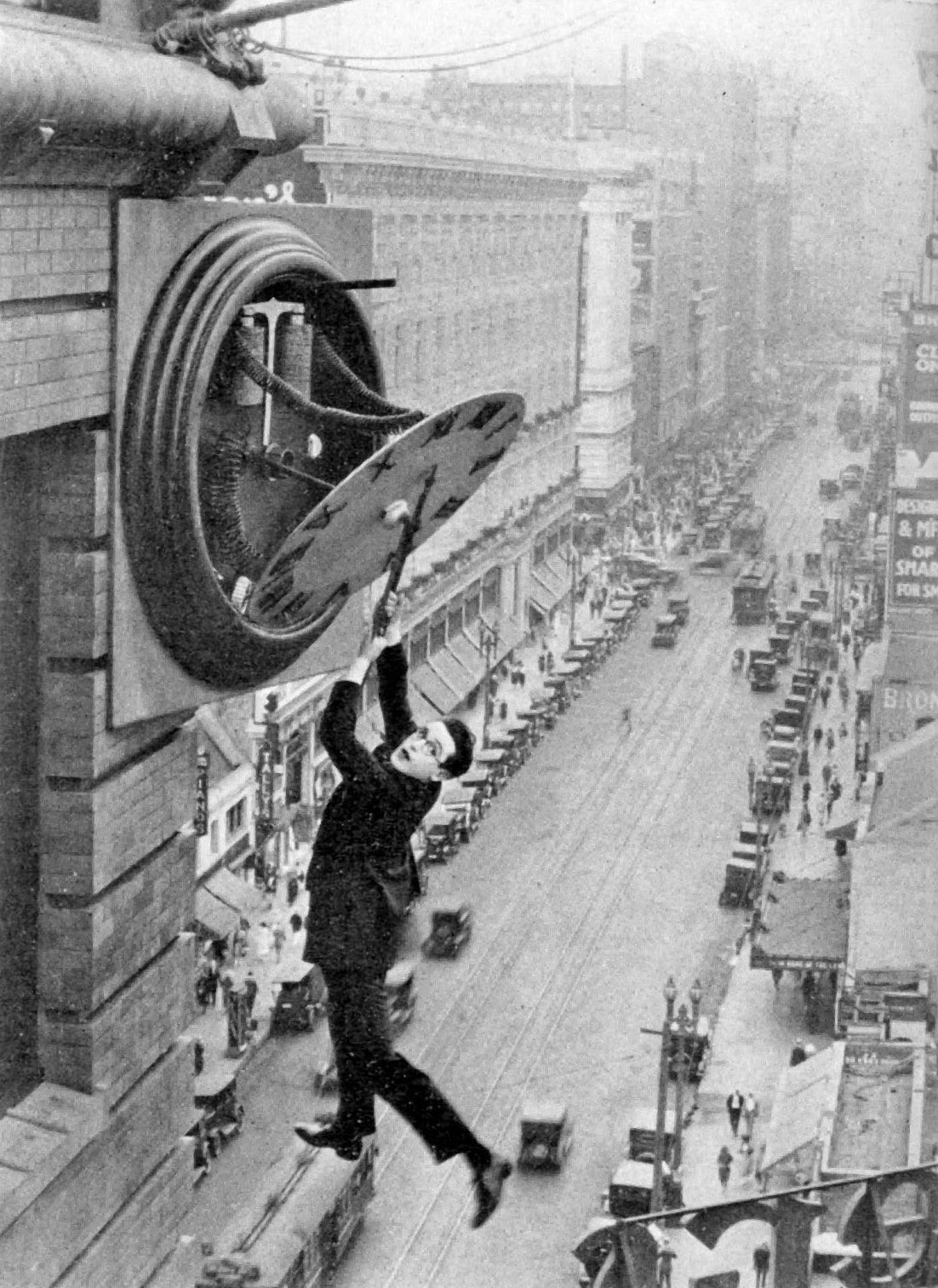
Harold Lloyd en El hombre mosca (1923).

La comedia muda es un subgénero cinematográfico que consiste en llevar la comedia al cine en su época muda (entre los años 1900 y 1930), antes de que una banda sonora sincronizada fuera tecnológicamente factible para la mayoría de las películas. La comedia muda todavía se practica aunque con mucha menos frecuencia pero ha influido en los medios de comunicación moderna.
La comedia muda como la de Charles Chaplin, Buster Keaton, etcétera, enfatizaban el humor físico y visual, y lo que se conoce como gags, para contar una historia y entretener al espectador. Muchos de estos gags fueron formas exageradas de violencia, o incluso el abuso, y llegó a ser llamado slapstick. El término slapstick se refiere a un doble golpeando con un palo que hace un sonido fuerte sobre al contacto con otra persona. La "caída de espaldas", al resbalarse por pisar una cáscara de plátano, al empaparse con agua o al arrojar pasteles en la cara de uno, son clásicos ejemplos de slapsticks de los dispositivos de comedia.

## Era del cine mudo
Muy a menudo, la visionado de la película era acompañada en vivo por un pianista u organista. Algunas veces, se insertan marcos negros con impresiones blancas de los diálogos, entre las tomas o escenas. Todas las películas de esta época son en blanco y negro y baratas, como el cine sonoro fue inventado recién en 1927.
Mack Sennett, creador de los Keystone Cops, y Hal Roach fueron dos de los mayores productores de comedias mudas. Actores famosos de esta era ya son legendarios: Ben Turpin, Mabel Normand, Edna Purviance, Roscoe Arbuckle, Harry Langdon Charles Chaplin, Buster Keaton, Harold Lloyd, Charley Chase, Stan Laurel, Oliver Hardy (el dúo de Laurel y Hardy estuvo entre los que hicieron una transición con éxito comercial en el cine sonoro), y muchos otros.

## Era moderna
En los primeros años de las "películas habladas" (desde 1927, véase The Jazz Singer), unos pocos actores continuaron actuando en silencio, más famosamente Charles Chaplin cuyas últimas comedias mayoritariamente "mudas" Luces de la ciudad (1931) y Tiempos modernos (1936) fueron realizadas en la era sonora. Otro ejemplo tardío fue Harpo Marx quien siempre tuvo un papel mudo en las películas de los Hermanos Marx.
Otro importante legado de la comedia en el cine mudo fue el humor en los dibujos animados. A pesar de que la comedia en imagen real fue movida hacia un enfoque de humor verbal en Abbott y Costello y en Groucho Marx, los dibujos animados tomaron toda la gama de los gags en los slapsticks, las escenas de persecución frenética, juegos de palabras visuales y exageradas expresiones faciales vistos principalmente en las comedias mudas. Estos dispositivos fueron más pronunciados en los dibujos animados de los Looney Tunes y Merrie Melodies de la Warner Bros., dirigidos por Bob Clampett, Chuck Jones y Friz Freleng; y en la MGM los dibujos animados de Tex Avery, y Tom y Jerry, dibujo animado de William Hanna y Joseph Barbera.
Una de las primeras series de televisión que contó con humor visual exagerado fue el programa de Ernie Kovacs.
Durante los años 1960 y 1970, varias películas fueron hechas en homenajes o en referencias a la época del cine mudo de la comedia cinematográfica. El mundo está loco, loco, loco actores y gags de la época, La carrera del siglo de Blake Edwards y, Silent Movie de Mel Brooks fueron tributos de larga duración. What's Up, Doc? de Peter Bogdanovich también contó con gags, slapsticks y escenas de estilo Keystone, las ideas prefiguraban en gran parte del humor en The Blues Brothers y luego en Airplane! en la década.
Un episodio de The Brady Bunch contó con la familia realizando una comedia muda de relleno lanzando un pastel.
Hoy en día, pocas película explotan el género de la comedia muda. Ocasionalmente, los equipos de comedia utilizan un personaje mudo para el efecto cómico. El más consistente y famoso es el de Penn y Teller.
Rowan Atkinson tuvo un gran éxito en la década de 1990 con su personaje Mr. Bean.
La oveja Shaun es una serie para niños británica en stop motion de animación que también utiliza la comedia muda.
Sin embargo, las técnicas empleadas por la comedia muda, siguen influyendo en las comedias habladas, sobre todo a través del desarrollo de la comedia muda el viejo arte del slapstick y mediante la referencia artística a las marcas registradas de los gags de famosos comediantes mudos. En el 2010, la primera serie cómica de la India, Gutur Gu, comenzó a emitirse por SAB TV, y se convirtió en todo un éxito.